# Liste des députés de la VIe législature de la Cinquième République
Cet article donne la liste par ordre alphabétique des députés français de la VIe législature (1978-1981), proclamés élus les 12 et 19 mars 1978. Les modifications apportées en cours de législature sont indiquées en notes. Pour chaque député, la liste précise le département de leur circonscription d'élection ainsi que le groupe dont ils font partie (les députés seulement apparentés à un groupe politique sont indiqués par un « a. » précédant le groupe).
- Haut – A
- B
- C
- D
- E
- F
- G
- H
- I
- J
- K
- L
- M
- N
- O
- P
- Q
- R
- S
- T
- U
- V
- W
- X
- Y
- Z

## A
| Nom                |  | Groupe | Circonscription     |
| ------------------ |  | ------ | ------------------- |
| François Abadie    |  | a.PS   | Hautes-Pyrénées     |
| Jean-Pierre Abelin |  | UDF    | Vienne              |
| Nicolas About      |  | UDF    | Yvelines            |
| Paul Alduy         |  | UDF    | Pyrénées-Orientales |
| Edmond Alphandéry  |  | UDF    | Maine-et-Loire      |
| Maurice Andrieu    |  | PS     | Haute-Garonne       |
| Maurice Andrieux   |  | PCF    | Pas-de-Calais       |
| Gustave Ansart     |  | PCF    | Nord                |
| Vincent Ansquer    |  | RPR    | Vendée              |
| Maurice Arreckx    |  | UDF    | Var                 |
| François Asensi    |  | PCF    | Seine-Saint-Denis   |
| Emmanuel Aubert    |  | RPR    | Alpes-Maritimes     |
| François d'Aubert  |  | UDF    | Mayenne             |
| André Audinot      |  | NI     | Somme               |
| Robert Aumont      |  | PS     | Aisne               |
| Michel Aurillac    |  | RPR    | Indre               |
| Jean Auroux        |  | PS     | Loire               |
| François Autain    |  | PS     | Loire-Atlantique    |
| Edwige Avice       |  | PS     | Paris               |

## B
| Nom                      |  | Groupe | Circonscription    |
| ------------------------ |  | ------ | ------------------ |
| Robert Ballanger         |  | PCF    | Seine-Saint-Denis  |
| Paul Balmigère           |  | PCF    | Hérault            |
| Younoussa Bamana         |  | UDF    | Mayotte            |
| Gérard Bapt              |  | PS     | Haute-Garonne      |
| Myriam Barbera           |  | PCF    | Hérault            |
| Gilbert Barbier          |  | UDF    | Jura               |
| Jean Bardol              |  | PCF    | Pas-de-Calais      |
| Didier Bariani           |  | UDF    | Paris              |
| René Barnérias           |  | UDF    | Puy-de-Dôme        |
| Michel Barnier           |  | RPR    | Savoie             |
| Raymond Barre            |  | a. UDF | Rhône              |
| Jacques Barrot           |  | UDF    | Haute-Loire        |
| Jean-Jacques Barthe      |  | PCF    | Pas-de-Calais      |
| Pierre Bas               |  | RPR    | Paris              |
| Hubert Bassot            |  | UDF    | Orne               |
| Henri Baudouin           |  | UDF    | Manche             |
| Jacques Baumel           |  | RPR    | Hauts-de-Seine     |
| Henri Bayard             |  | UDF    | Loire              |
| Jean-Michel Baylet       |  | a. PS  | Tarn-et-Garonne    |
| Raoul Bayou              |  | PS     | Hérault            |
| Jean-Louis Beaumont      |  | NI     | Val-de-Marne       |
| Marc Bécam               |  | RPR    | Finistère          |
| Guy Bêche                |  | PS     | Doubs              |
| Jean-Pierre Bechter      |  | RPR    | Corrèze            |
| Jean Bégault             |  | UDF    | Maine-et-Loire     |
| Roland Beix              |  | PS     | Charente-Maritime  |
| Daniel Benoist           |  | PS     | Nièvre             |
| René Benoît              |  | UDF    | Côtes-du-Nord      |
| Pierre de Benouville     |  | a.RPR  | Paris              |
| Eugène Bérest            |  | UDF    | Finistère          |
| Henry Berger             |  | RPR    | Côte-d'Or          |
| Jean Bernard             |  | RPR    | Marne              |
| Pierre Bernard-Reymond   |  | UDF    | Hautes-Alpes       |
| Louis Besson             |  | PS     | Savoie             |
| Jean-Jacques Beucler     |  | UDF    | Haute-Saône        |
| Marcel Bigeard           |  | a. UDF | Meurthe-et-Moselle |
| André Billardon          |  | PS     | Saône-et-Loire     |
| André Billoux            |  | PS     | Tarn               |
| Claude Birraux           |  | UDF    | Haute-Savoie       |
| Robert Bisson            |  | RPR    | Calvados           |
| Claude Biwer             |  | UDF    | Meuse              |
| Émile Bizet              |  | a. RPR | Manche             |
| Jacques Blanc            |  | UDF    | Lozère             |
| Alain Bocquet            |  | PCF    | Nord               |
| Jean Boinvilliers        |  | RPR    | Cher               |
| Alexandre Bolo           |  | RPR    | Loire-Atlantique   |
| Jean Bonhomme            |  | RPR    | Tarn-et-Garonne    |
| Alain Paul Bonnet        |  | a. PS  | Dordogne           |
| Christian Bonnet         |  | UDF    | Morbihan           |
| André Bord               |  | RPR    | Bas-Rhin           |
| Gérard Bordu             |  | PCF    | Seine-et-Marne     |
| Jean-Michel Boucheron    |  | a. PS  | Charente           |
| Daniel Boulay            |  | PCF    | Sarthe             |
| Robert Boulin            |  | RPR    | Gironde            |
| Yvon Bourges             |  | RPR    | Ille-et-Vilaine    |
| Irénée Bourgois          |  | PCF    | Seine-Maritime     |
| Pierre Bourson           |  | UDF    | Yvelines           |
| Jean-Éric Bousch         |  | RPR    | Moselle            |
| Loïc Bouvard             |  | UDF    | Morbihan           |
| Jacques Boyon            |  | RPR    | Ain                |
| Jean Bozzi               |  | RPR    | Corse-du-Sud       |
| René Boullier de Branche |  | UDF    | Mayenne            |
| Jean-Guy Branger         |  | NI     | Charente-Maritime  |
| Gérard Braun             |  | RPR    | Vosges             |
| Benjamin Brial           |  | RPR    | Wallis et Futuna   |
| Jean Briane              |  | UDF    | Aveyron            |
| Jean Brocard             |  | UDF    | Haute-Savoie       |
| Albert Brochard          |  | UDF    | Deux-Sèvres        |
| Maurice Brugnon          |  | PS     | Aisne              |
| Jacques Brunhes          |  | PCF    | Hauts-de-Seine     |
| Georges Bustin           |  | PCF    | Nord               |

## C
| Nom                       |  | Groupe | Circonscription       |
| ------------------------- |  | ------ | --------------------- |
| Guy-Pierre Cabanel        |  | a.UDF  | Isère                 |
| Paul Caillaud             |  | UDF    | Vendée                |
| René Caille               |  | RPR    | Rhône                 |
| Jacques Cambolive         |  | PS     | Aude                  |
| Henry Canacos             |  | PCF    | Val-d'Oise            |
| Jean-Marie Caro           |  | UDF    | Bas-Rhin              |
| Jean Castagnou            |  | RPR    | Indre-et-Loire        |
| Maurice Cattin-Bazin      |  | UDF    | Isère                 |
| Jean-Charles Cavaillé     |  | RPR    | Morbihan              |
| André Cellard             |  | PS     | Gers                  |
| Aimé Césaire              |  | a.PS   | Martinique            |
| Jacques Chaban-Delmas     |  | RPR    | Gironde               |
| Jacques Chaminade         |  | PCF    | Corrèze               |
| André Chandernagor        |  | PS     | Creuse                |
| Pierre Chantelat          |  | UDF    | Haute-Saône           |
| Paul Chapel               |  | UDF    | Morbihan              |
| Serge Charles             |  | RPR    | Nord                  |
| Maurice Charretier        |  | UDF    | Vaucluse              |
| Gérard Chasseguet         |  | RPR    | Sarthe                |
| Augustin Chauvet          |  | RPR    | Cantal                |
| Angèle Chavatte           |  | PCF    | Pas-de-Calais         |
| André Chazalon            |  | UDF    | Loire                 |
| Alain Chénard             |  | PS     | Loire-Atlantique      |
| Jean-Pierre Chevènement   |  | PS     | Territoire de Belfort |
| Roger Chinaud             |  | UDF    | Paris                 |
| Jacques Chirac            |  | RPR    | Corrèze               |
| Jacqueline Chonavel       |  | PCF    | Seine-Saint-Denis     |
| Pascal Clément            |  | UDF    | Loire                 |
| Michel Cointat            |  | RPR    | Ille-et-Vilaine       |
| Henri Colombier           |  | UDF    | Seine-Maritime        |
| Roger Combrisson          |  | PCF    | Essonne               |
| Joseph Comiti             |  | RPR    | Bouches-du-Rhône      |
| Hélène Constans           |  | PCF    | Haute-Vienne          |
| Pierre Cornet             |  | UDF    | Ardèche               |
| Maurice Cornette          |  | RPR    | Nord                  |
| Roger Corrèze             |  | RPR    | Loir-et-Cher          |
| Jean-Pierre Cot           |  | PS     | Savoie                |
| Pierre Couderc            |  | UDF    | Lozère                |
| Sébastien Couépel         |  | UDF    | Côtes-du-Nord         |
| Michel Couillet           |  | PCF    | Somme                 |
| Claude Coulais            |  | UDF    | Meurthe-et-Moselle    |
| Pierre-Bernard Cousté     |  | a.RPR  | Rhône                 |
| Maurice Couve de Murville |  | RPR    | Paris                 |
| Jean Crenn                |  | RPR    | Finistère             |
| Michel Crépeau            |  | a.PS   | Charente-Maritime     |
| Jacques Cressard          |  | RPR    | Ille-et-Vilaine       |

## D
| Nom                      |  | Groupe | Circonscription  |
| ------------------------ |  | ------ | ---------------- |
| Jean-Marie Daillet       |  | UDF    | Manche           |
| Louis Darinot            |  | PS     | Manche           |
| Henri Darras             |  | PS     | Pas-de-Calais    |
| Marcel Dassault          |  | RPR    | Oise             |
| Michel Debré             |  | RPR    | La Réunion       |
| Gaston Defferre          |  | PS     | Bouches-du-Rhône |
| Jean-Pierre Defontaine   |  | a. PS  | Pas-de-Calais    |
| Arthur Dehaine           |  | RPR    | Oise             |
| Jean-Pierre Delalande    |  | RPR    | Val-d'Oise       |
| Jean Delaneau            |  | UDF    | Indre-et-Loire   |
| Georges Delatre          |  | RPR    | Seine-Maritime   |
| André Delehedde          |  | PS     | Pas-de-Calais    |
| André Delelis            |  | PS     | Pas-de-Calais    |
| François Delmas          |  | UDF    | Hérault          |
| Jacques Delong           |  | RPR    | Haute-Marne      |
| Michel Delprat           |  | NI     | Yonne            |
| Jean-François Deniau     |  | UDF    | Cher             |
| Xavier Deniau            |  | a. RPR | Loiret           |
| Albert Denvers           |  | PS     | Nord             |
| César Depietri           |  | PCF    | Moselle          |
| Charles Deprez           |  | UDF    | Hauts-de-Seine   |
| Bernard Derosier         |  | PS     | Nord             |
| Jean Desanlis            |  | UDF    | Loir-et-Cher     |
| Bernard Deschamps        |  | PCF    | Gard             |
| Henri Deschamps          |  | PS     | Gironde          |
| Alain Devaquet           |  | RPR    | Paris            |
| Claude Dhinnin           |  | RPR    | Nord             |
| Marie-Madeleine Dienesch |  | a. RPR | Côtes-du-Nord    |
| Paul Dijoud              |  | UDF    | Hautes-Alpes     |
| Jacques Dominati         |  | UDF    | Paris            |
| Jacques Douffiagues      |  | UDF    | Loiret           |
| Maurice Dousset          |  | UDF    | Eure-et-Loir     |
| Maurice Druon            |  | RPR    | Paris            |
| Hubert Dubedout          |  | PS     | Isère            |
| Guy Ducoloné             |  | PCF    | Hauts-de-Seine   |
| Frédéric Dugoujon        |  | UDF    | Rhône            |
| Dominique Dupilet        |  | PS     | Pas-de-Calais    |
| Paul Duraffour           |  | a.PS   | Saône-et-Loire   |
| Michel Durafour          |  | UDF    | Loire            |
| André Duroméa            |  | PCF    | Seine-Maritime   |
| Roger Duroure            |  | PS     | Landes           |
| André Durr               |  | RPR    | Bas-Rhin         |
| Lucien Dutard            |  | PCF    | Dordogne         |

## E
| Nom              |  | Groupe | Circonscription  |
| ---------------- |  | ------ | ---------------- |
| Charles Ehrmann  |  | a. UDF | Alpes-Maritimes  |
| Henri Emmanuelli |  | PS     | Landes           |
| Claude Évin      |  | PS     | Loire-Atlantique |

## F
| Nom                        |  | Groupe | Circonscription       |
| -------------------------- |  | ------ | --------------------- |
| Laurent Fabius             |  | PS     | Seine-Maritime        |
| Robert Fabre               |  | a. PS  | Aveyron               |
| Jean Falala                |  | RPR    | Marne                 |
| Alain Faugaret             |  | PS     | Nord                  |
| Edgar Faure                |  | RPR    | Doubs                 |
| Gilbert Faure              |  | PS     | Ariège                |
| Maurice Faure              |  | a. PS  | Lot                   |
| René Feït                  |  | UDF    | Jura                  |
| Roger Fenech               |  | UDF    | Rhône                 |
| Jacques Féron              |  | a.RPR  | Paris                 |
| Henri Ferretti             |  | UDF    | Moselle               |
| Charles Fèvre              |  | UDF    | Haute-Marne           |
| Georges Fillioud           |  | PS     | Drôme                 |
| Charles Fiterman           |  | PCF    | Val-de-Marne          |
| Roland Florian             |  | PS     | Oise                  |
| Gaston Flosse              |  | a.RPR  | Polynésie française   |
| Jean Fontaine              |  | NI     | La Réunion            |
| Jean Fonteneau             |  | UDF    | Hauts-de-Seine        |
| André Forens               |  | a.RPR  | Vendée                |
| Pierre Forgues             |  | PS     | Hautes-Pyrénées       |
| Raymond Forni              |  | PS     | Territoire de Belfort |
| Roger Fossé                |  | RPR    | Seine-Maritime        |
| Paulette Fost              |  | PCF    | Seine-Saint-Denis     |
| Jacques Fouchier           |  | UDF    | Deux-Sèvres           |
| Jean Foyer                 |  | RPR    | Maine-et-Loire        |
| Joseph Franceschi          |  | PS     | Val-de-Marne          |
| Jacqueline Fraysse-Cazalis |  | PCF    | Hauts-de-Seine        |
| Édouard Frédéric-Dupont    |  | a. RPR | Paris                 |
| Dominique Frelaut          |  | PCF    | Hauts-de-Seine        |
| Jean-Paul Fuchs            |  | UDF    | Haut-Rhin             |

## G
| Nom                    |  | Groupe | Circonscription         |
| ---------------------- |  | ------ | ----------------------- |
| René Gaillard          |  | PS     | Deux-Sèvres             |
| Robert Galley          |  | RPR    | Aube                    |
| Gilbert Gantier        |  | UDF    | Paris                   |
| Edmond Garcin          |  | PCF    | Bouches-du-Rhône        |
| Pierre Garmendia       |  | PS     | Gironde                 |
| Marcel Garrouste       |  | PS     | Lot-et-Garonne          |
| Pierre Gascher         |  | RPR    | Sarthe                  |
| Henri de Gastines      |  | RPR    | Mayenne                 |
| Jacques-Antoine Gau    |  | PS     | Isère                   |
| Jean-Claude Gaudin     |  | UDF    | Bouches-du-Rhône        |
| Marceau Gauthier       |  | PCF    | Nord                    |
| Francis Geng           |  | UDF    | Orne                    |
| Pierre-Paul Giacomi    |  | RPR    | Haute-Corse             |
| Henri Ginoux           |  | UDF    | Hauts-de-Seine          |
| Gaston Girard          |  | RPR    | Loiret                  |
| Pierre Girardot        |  | PCF    | Alpes-de-Haute-Provence |
| Antoine Gissinger      |  | RPR    | Haut-Rhin               |
| Jean-Louis Goasduff    |  | RPR    | Finistère               |
| Pierre Godefroy        |  | a.RPR  | Manche                  |
| Jacques Godfrain       |  | a.RPR  | Aveyron                 |
| Colette Goeuriot       |  | PCF    | Meurthe-et-Moselle      |
| Pierre Goldberg        |  | PCF    | Allier                  |
| Georges Gorse          |  | RPR    | Hauts-de-Seine          |
| Georges Gosnat         |  | PCF    | Val-de-Marne            |
| Roger Gouhier          |  | PCF    | Seine-Saint-Denis       |
| Daniel Goulet          |  | RPR    | Orne                    |
| Marie-Thérèse Goutmann |  | PCF    | Seine-Saint-Denis       |
| Paul Granet            |  | a. UDF | Aube                    |
| Maxime Gremetz         |  | PCF    | Somme                   |
| François Grussenmeyer  |  | RPR    | Bas-Rhin                |
| Yves Guéna             |  | RPR    | Dordogne                |
| Guy Guermeur           |  | RPR    | Finistère               |
| Olivier Guichard       |  | RPR    | Loire-Atlantique        |
| Pierre Guidoni         |  | PS     | Aude                    |
| Raymond Guilliod       |  | RPR    | Guadeloupe              |

## H
| Nom                         |  | Groupe | Circonscription    |
| --------------------------- |  | ------ | ------------------ |
| Charles Haby                |  | RPR    | Haut-Rhin          |
| René Haby                   |  | a. UDF | Meurthe-et-Moselle |
| Gérard Haesebroeck          |  | PS     | Nord               |
| Emmanuel Hamel              |  | UDF    | Rhône              |
| Xavier Hamelin              |  | RPR    | Rhône              |
| Florence d'Harcourt         |  | NI     | Hauts-de-Seine     |
| François d'Harcourt         |  | UDF    | Calvados           |
| Francis Hardy               |  | RPR    | Charente           |
| Nicole de Hauteclocque      |  | RPR    | Paris              |
| Alain Hautecœur             |  | PS     | Var                |
| Robert Héraud               |  | UDF    | Seine-et-Marne     |
| Guy Hermier                 |  | PCF    | Bouches-du-Rhône   |
| Charles Hernu               |  | PS     | Rhône              |
| Adrienne Horvath            |  | PCF    | Gard               |
| Marcel Houël                |  | PCF    | Rhône              |
| Gérard Houteer              |  | PS     | Haute-Garonne      |
| Roland Huguet               |  | PS     | Pas-de-Calais      |
| Xavier Hunault              |  | NI     | Loire-Atlantique   |
| Jacques Huyghues des Étages |  | PS     | Nièvre             |

## I
| Nom              |  | Groupe | Circonscription |
| ---------------- |  | ------ | --------------- |
| Fernand Icart    |  | UDF    | Alpes-Maritimes |
| Michel Inchauspé |  | RPR    | Basses-Pyrénées |

## J
| Nom            |  | Groupe | Circonscription     |
| -------------- |  | ------ | ------------------- |
| Marie Jacq     |  | PS     | Finistère           |
| Pierre Jagoret |  | PS     | Côtes-du-Nord       |
| Parfait Jans   |  | PCF    | Hauts-de-Seine      |
| Jean Jarosz    |  | PCF    | Nord                |
| André Jarrot   |  | RPR    | Saône-et-Loire      |
| Émile Jourdan  |  | PCF    | Gard                |
| Jacques Jouve  |  | PCF    | Haute-Vienne        |
| Pierre Joxe    |  | PS     | Saône-et-Loire      |
| Didier Julia   |  | RPR    | Seine-et-Marne      |
| Raymond Julien |  | a. PS  | Gironde             |
| Pierre Juquin  |  | PCF    | Essonne             |
| Jean Juventin  |  | a. UDF | Polynésie française |

## K
| Nom                  |  | Groupe | Circonscription |
| -------------------- |  | ------ | --------------- |
| Maxime Kalinsky      |  | PCF    | Val-de-Marne    |
| Gabriel Kaspereit    |  | RPR    | Paris           |
| Georges Klein        |  | UDF    | Bas-Rhin        |
| Émile Koehl          |  | UDF    | Bas-Rhin        |
| Pierre-Charles Krieg |  | RPR    | Paris           |

## L
| Nom                     |  | Groupe | Circonscription      |
| ----------------------- |  | ------ | -------------------- |
| André Labarrère         |  | PS     | Pyrénées-Atlantiques |
| Claude Labbé            |  | RPR    | Hauts-de-Seine       |
| Jean Laborde            |  | PS     | Gers                 |
| René la Combe           |  | RPR    | Maine-et-Loire       |
| Jacques Lafleur         |  | RPR    | Nouvelle-Calédonie   |
| Pierre Lagorce          |  | PS     | Gironde              |
| Pierre Lagourgue        |  | UDF    | La Réunion           |
| André Lajoinie          |  | PCF    | Allier               |
| Yves Lancien            |  | RPR    | Paris                |
| Pierre Lataillade       |  | RPR    | Gironde              |
| Jean Laurain            |  | PS     | Moselle              |
| André Laurent           |  | PS     | Nord                 |
| Paul Laurent            |  | PCF    | Paris                |
| Marc Lauriol            |  | RPR    | Yvelines             |
| Christian Laurissergues |  | PS     | Lot-et-Garonne       |
| Jacques Lavédrine       |  | PS     | Puy-de-Dôme          |
| Henri Lavielle          |  | PS     | Landes               |
| Georges Lazzarino       |  | PCF    | Bouches-du-Rhône     |
| Chantal Leblanc         |  | PCF    | Somme                |
| Yves Le Cabellec        |  | UDF    | Morbihan             |
| Jean-Philippe Lecat     |  | RPR    | Côte d'Or            |
| François Le Douarec     |  | RPR    | Ille-et-Vilaine      |
| Jean-Yves Le Drian      |  | PS     | Morbihan             |
| Jacques Legendre        |  | RPR    | Nord                 |
| Alain Léger             |  | PCF    | Ardennes             |
| Joseph Legrand          |  | PCF    | Pas-de-Calais        |
| François Leizour        |  | PCF    | Côtes-du-Nord        |
| Daniel Le Meur          |  | PCF    | Aisne                |
| Georges Lemoine         |  | PS     | Eure-et-Loir         |
| François Léotard        |  | UDF    | Var                  |
| Louis Le Pensec         |  | PS     | Finistère            |
| Arnaud Lepercq          |  | RPR    | Vienne               |
| Roland Leroy            |  | PCF    | Seine-Maritime       |
| Roger Lestas            |  | UDF    | Mayenne              |
| Joël Le Tac             |  | RPR    | Paris                |
| Joël Le Theule          |  | RPR    | Sarthe               |
| Maurice Ligot           |  | a. UDF | Maine-et-Loire       |
| Jacques Limouzy         |  | RPR    | Tarn                 |
| Albert Liogier          |  | RPR    | Ardèche              |
| Jean de Lipkowski       |  | RPR    | Charente-Maritime    |
| Gérard Longuet          |  | UDF    | Meuse                |
| Henri Lucas             |  | PCF    | Pas-de-Calais        |

## M
| Nom                             |  | Groupe | Circonscription         |
| ------------------------------- |  | ------ | ----------------------- |
| Alain Madelin                   |  | UDF    | Ille-et-Vilaine         |
| Bernard Madrelle                |  | PS     | Gironde                 |
| Philippe Madrelle               |  | PS     | Gironde                 |
| Bertrand de Maigret             |  | UDF    | Sarthe                  |
| Raymond Maillet                 |  | PCF    | Oise                    |
| Louis Maisonnat                 |  | PCF    | Isère                   |
| Philippe Malaud                 |  | NI     | Saône-et-Loire          |
| Christian de La Malène          |  | RPR    | Paris                   |
| Martin Malvy                    |  | PS     | Lot                     |
| Jean-François Mancel            |  | RPR    | Oise                    |
| Georges Marchais                |  | PCF    | Val-de-Marne            |
| Philippe Marchand               |  | PS     | Charente-Maritime       |
| Claude-Gérard Marcus            |  | RPR    | Paris                   |
| Jacques Marette                 |  | RPR    | Paris                   |
| Bernard Marie                   |  | RPR    | Pyrénées-Atlantiques    |
| Fernand Marin                   |  | PCF    | Vaucluse                |
| Claude Martin                   |  | RPR    | Paris                   |
| Maurice Masquère                |  | PS     | Haute-Garonne           |
| Jean-Louis Masson               |  | RPR    | Moselle                 |
| François Massot                 |  | a. PS  | Alpes-de-Haute-Provence |
| Jean-Louis Massoubre            |  | RPR    | Somme                   |
| Gilbert Mathieu                 |  | UDF    | Côte d'Or               |
| Albert Maton                    |  | PCF    | Nord                    |
| Pierre Mauger                   |  | RPR    | Vendée                  |
| Joseph-Henri Maujoüan du Gasset |  | UDF    | Loire-Atlantique        |
| Pierre Mauroy                   |  | PS     | Nord                    |
| Mariani Maximin                 |  | RPR    | Guadeloupe              |
| Alain Mayoud                    |  | UDF    | Rhône                   |
| Jacques Médecin                 |  | UDF    | Alpes-Maritimes         |
| Pierre Méhaignerie              |  | UDF    | Ille-et-Vilaine         |
| Jacques Mellick                 |  | PS     | Pas-de-Calais           |
| André Mercier                   |  | RPR    | Yonne                   |
| Louis Mermaz                    |  | PS     | Isère                   |
| Georges Mesmin                  |  | UDF    | Paris                   |
| Pierre Messmer                  |  | RPR    | Moselle                 |
| Louis Mexandeau                 |  | PS     | Calvados                |
| Pierre Micaux                   |  | UDF    | Aube                    |
| Claude Michel                   |  | PS     | Eure                    |
| Henri Michel                    |  | PS     | Drôme                   |
| Gilbert Millet                  |  | PCF    | Gard                    |
| Charles Millon                  |  | UDF    | Ain                     |
| Charles Miossec                 |  | RPR    | Finistère               |
| Hélène Missoffe                 |  | RPR    | Paris                   |
| François Mitterrand             |  | PS     | Nièvre                  |
| Pierre Monfrais                 |  | UDF    | Eure                    |
| Rémy Montagne                   |  | UDF    | Eure                    |
| Robert Montdargent              |  | PCF    | Val-d'Oise              |
| Gisèle Moreau                   |  | PCF    | Paris                   |
| Louise Moreau                   |  | UDF    | Alpes-Maritimes         |
| Jean Morellon                   |  | UDF    | Puy-de-Dôme             |
| Jean-Paul Mourot                |  | a. RPR | Indre                   |
| José Moustache                  |  | RPR    | Guadeloupe              |
| Émile Muller                    |  | a. UDF | Haut-Rhin               |

## N
| Nom              |  | Groupe | Circonscription   |
| ---------------- |  | ------ | ----------------- |
| Jean Narquin     |  | RPR    | Maine-et-Loire    |
| Lucien Neuwirth  |  | RPR    | Loire             |
| Maurice Nilès    |  | PCF    | Seine-Saint-Denis |
| Michel Noir      |  | RPR    | Rhône             |
| Arthur Notebart  |  | PS     | Nord              |
| Christian Nucci  |  | PS     | Isère             |
| Roland Nungesser |  | RPR    | Val-de-Marne      |

## O
| Nom             |  | Groupe | Circonscription   |
| --------------- |  | ------ | ----------------- |
| Louis Odru      |  | PCF    | Seine-Saint-Denis |
| Michel d'Ornano |  | UDF    | Calvados          |

## P
| Nom                      |  | Groupe | Circonscription          |
| ------------------------ |  | ------ | ------------------------ |
| Arthur Paecht            |  | UDF    | Var                      |
| Maurice Papon            |  | RPR    | Cher                     |
| Pierre Pasquini          |  | RPR    | Haute-Corse              |
| Jean-Claude Pasty        |  | RPR    | Creuse                   |
| Jean-Pierre Pénicaut     |  | PS     | Landes                   |
| Régis Perbet             |  | RPR    | Ardèche                  |
| Michel Péricard          |  | RPR    | Yvelines                 |
| Paul Pernin              |  | a. UDF | Paris                    |
| Gabriel Péronnet         |  | a. UDF | Allier                   |
| Francisque Perrut        |  | a. UDF | Rhône                    |
| Dominique Pervenche      |  | RPR    | Loire-Atlantique         |
| Rodolphe Pesce           |  | PS     | Drôme                    |
| André Petit              |  | UDF    | Val-d'Oise               |
| Camille Petit            |  | RPR    | Martinique               |
| Alain Peyrefitte         |  | RPR    | Seine-et-Marne           |
| Louis Philibert          |  | PS     | Bouches-du-Rhône         |
| Georges Pianta           |  | UDF    | Haute-Savoie             |
| Roch Pidjot              |  | NI     | Nouvelle-Calédonie       |
| Jean-Pierre Pierre-Bloch |  | UDF    | Paris                    |
| Christian Pierret        |  | PS     | Vosges                   |
| Lucien Pignion           |  | PS     | Pas-de-Calais            |
| Étienne Pinte            |  | RPR    | Yvelines                 |
| Jacques Piot             |  | RPR    | Yonne                    |
| Charles Pistre           |  | PS     | Tarn                     |
| Marc Plantegenest        |  | NI     | Saint-Pierre-et-Miquelon |
| Maurice Plantier         |  | RPR    | Pyrénées-Atlantiques     |
| Bernard Pons             |  | RPR    | Lot                      |
| Jean Poperen             |  | PS     | Rhône                    |
| Antoine Porcu            |  | PCF    | Meurthe-et-Moselle       |
| Vincent Porelli          |  | PCF    | Bouches-du-Rhône         |
| Jeanine Porte            |  | PCF    | Bouches-du-Rhône         |
| Robert Poujade           |  | RPR    | Côte-d'Or                |
| Maurice Pourchon         |  | PS     | Puy-de-Dôme              |
| Jean de Préaumont        |  | RPR    | Paris                    |
| Colette Privat           |  | PCF    | Seine-Maritime           |
| Jean Proriol             |  | UDF    | Haute-Loire              |
| Pierre Prouvost          |  | PS     | Nord                     |

## Q
| Nom         |  | Groupe | Circonscription |
| ----------- |  | ------ | --------------- |
| Paul Quilès |  | PS     | Paris           |

## R
| Nom                      |  | Groupe | Circonscription    |
| ------------------------ |  | ------ | ------------------ |
| Jack Ralite              |  | PCF    | Seine-Saint-Denis  |
| Noël Ravassard           |  | PS     | Ain                |
| Alex Raymond             |  | PS     | Haute-Garonne      |
| Pierre Raynal            |  | RPR    | Cantal             |
| Roland Renard            |  | PCF    | Aisne              |
| Charles Revet            |  | UDF    | Seine-Maritime     |
| Pierre Ribes             |  | RPR    | Yvelines           |
| Alain Richard            |  | PS     | Val-d'Oise         |
| Lucien Richard           |  | RPR    | Loire-Atlantique   |
| René Rieubon             |  | PCF    | Bouches-du-Rhône   |
| Jean Rigal               |  | a. PS  | Aveyron            |
| Marcel Rigout            |  | PCF    | Haute-Vienne       |
| Hector Riviérez          |  | RPR    | Guyane             |
| Michel Rocard            |  | PS     | Yvelines           |
| Jean-Paul de Rocca Serra |  | RPR    | Corse-du-Sud       |
| Émile Roger              |  | PCF    | Nord               |
| Hector Rolland           |  | RPR    | Allier             |
| André Rossi              |  | UDF    | Aisne              |
| André Rossinot           |  | UDF    | Meurthe-et-Moselle |
| Claude Roux              |  | a. RPR | Paris              |
| Jean Royer               |  | NI     | Indre-et-Loire     |
| Antoine Rufenacht        |  | RPR    | Seine-Maritime     |
| Hubert Ruffe             |  | PCF    | Lot-et-Garonne     |

## S
| Nom                           |  | Groupe | Circonscription    |
| ----------------------------- |  | ------ | ------------------ |
| Victor Sablé                  |  | a. UDF | Martinique         |
| André Saint-Paul              |  | PS     | Ariège             |
| Michel Sainte-Marie           |  | PS     | Gironde            |
| Louis Sallé                   |  | RPR    | Loiret             |
| Jacques Santrot               |  | PS     | Vienne             |
| Pierre Sauvaigo               |  | a. RPR | Alpes-Maritimes    |
| Alain Savary                  |  | PS     | Haute-Garonne      |
| Jean-Louis Schneiter          |  | UDF    | Marne              |
| Julien Schvartz               |  | RPR    | Moselle            |
| Norbert Ségard                |  | UDF    | Nord               |
| Philippe Séguin               |  | RPR    | Vosges             |
| Jean Seitlinger               |  | UDF    | Moselle            |
| Gilbert Sénès                 |  | PS     | Hérault            |
| Maurice Sergheraert           |  | NI     | Nord               |
| Jean-Jacques Servan-Schreiber |  | UDF    | Meurthe-et-Moselle |
| Jean-Pierre Soisson           |  | UDF    | Yonne              |
| René Souchon                  |  | PS     | Cantal             |
| Jacques Sourdille             |  | RPR    | Ardennes           |
| André Soury                   |  | PCF    | Charente           |
| Germain Sprauer               |  | RPR    | Bas-Rhin           |
| Bernard Stasi                 |  | UDF    | Marne              |
| Olivier Stirn                 |  | UDF    | Calvados           |
| Michel Suchod                 |  | PS     | Dordogne           |
| Pierre Sudreau                |  | a. UDF | Loir-et-Cher       |

## T
| Nom                 |  | Groupe | Circonscription     |
| ------------------- |  | ------ | ------------------- |
| Dominique Taddei    |  | PS     | Vaucluse            |
| Jacques Tailleur    |  | RPR    | Eure                |
| Marcel Tassy        |  | PCF    | Bouches-du-Rhône    |
| Martial Taugourdeau |  | RPR    | Eure-et-Loir        |
| Jean Tiberi         |  | RPR    | Paris               |
| Maurice Tissandier  |  | UDF    | Indre               |
| René Tomasini       |  | RPR    | Eure                |
| Yvon Tondon         |  | PS     | Meurthe-et-Moselle  |
| Henri Torre         |  | a. UDF | Ardèche             |
| André Tourné        |  | PCF    | Pyrénées-Orientales |
| Raymond Tourrain    |  | RPR    | Doubs               |
| Georges Tranchant   |  | RPR    | Hauts-de-Seine      |

## V
| Nom                   |  | Groupe | Circonscription |
| --------------------- |  | ------ | --------------- |
| Edmond Vacant         |  | PS     | Puy-de-Dôme     |
| Jean Valleix          |  | RPR    | Gironde         |
| Guy de La Verpillière |  | UDF    | Ain             |
| Théo Vial-Massat      |  | PCF    | Loire           |
| Joseph Vidal          |  | PS     | Aude            |
| Lucien Villa          |  | PCF    | Paris           |
| René Visse            |  | PCF    | Ardennes        |
| Alain Vivien          |  | PS     | Seine-et-Marne  |
| Robert-André Vivien   |  | RPR    | Val-de-Marne    |
| Robert Vizet          |  | PCF    | Essonne         |
| Hubert Voilquin       |  | UDF    | Vosges          |
| André-Georges Voisin  |  | a. RPR | Indre-et-Loire  |
| Roland Vuillaume      |  | a. RPR | Doubs           |

## W
| Nom               |  | Groupe | Circonscription |
| ----------------- |  | ------ | --------------- |
| Robert Wagner     |  | RPR    | Yvelines        |
| Claude Wargnies   |  | PCF    | Nord            |
| Pierre Weisenhorn |  | RPR    | Haut-Rhin       |
| Claude Wilquin    |  | PS     | Pas-de-Calais   |

## Z
| Nom           |  | Groupe | Circonscription   |
| ------------- |  | ------ | ----------------- |
| Pierre Zarka  |  | PCF    | Seine-Saint-Denis |
| Adrien Zeller |  | NI     | Bas-Rhin          |